# Sistema Informativo del Gobierno
El Sistema Informativo del Gobierno (SIG) es la agencia de noticias oficial de la Presidencia de la República de Colombia.
Antes del ascenso de Álvaro Uribe Vélez al poder en 2002, la agencia oficial del Palacio de Nariño se llamaba ANCOL, pero debido a la similitud del nombre con ANNCOL (Agencia de Noticias de la Nueva Colombia), tradicionalmente vinculada a las FARC, pasó a llamarse Centro de Noticias del Estado (CNE) y luego Servicio de Noticias del Estado (SNE). Tras el ascenso de Juan Manuel Santos a la presidencia el 7 de agosto de 2010, se convertiría en el Sistema Informativo del Gobierno.
Se dedica a difundir las actividades del Presidente de la República.